# Église Sant'Agrippino a Forcella
L'église Sant'Agrippino a Forcella est une église du centre historique de Naples située via Forcella. L'église dépend de l'archidiocèse de Naples. Elle est consacrée à saint Agrippin, évêque de Naples à la fin du IIIe siècle.

## Histoire et description
L'église remonte au XIIIe siècle, remplaçant une première église que certains historiens dateraient du Ve siècle. L'église Sant'Agrippino est consacrée entre 1265 et 1268 par le pape Clément IV. Les moines basiliens administrent l'église à partir de 1615 et la font arranger dans le style baroque en 1758.
Elle est à nef unique et conserve nombre d'éléments d'architecture gothique, surtout dans l'abside. Le portail du XVe siècle est attribué à Antonio da Chelino, élève de Donatello. L'église a été en partie remaniée par Nicola Tagliacozzi Canale dans le goût baroque en 1758. Cela concerne la surélévation du pavement et la décoration intérieure faite de stucs. Le maître-autel a disparu des suites des mesures d'après le IIe concile œcuménique du Vatican, ainsi qu'une partie des éléments de décor.

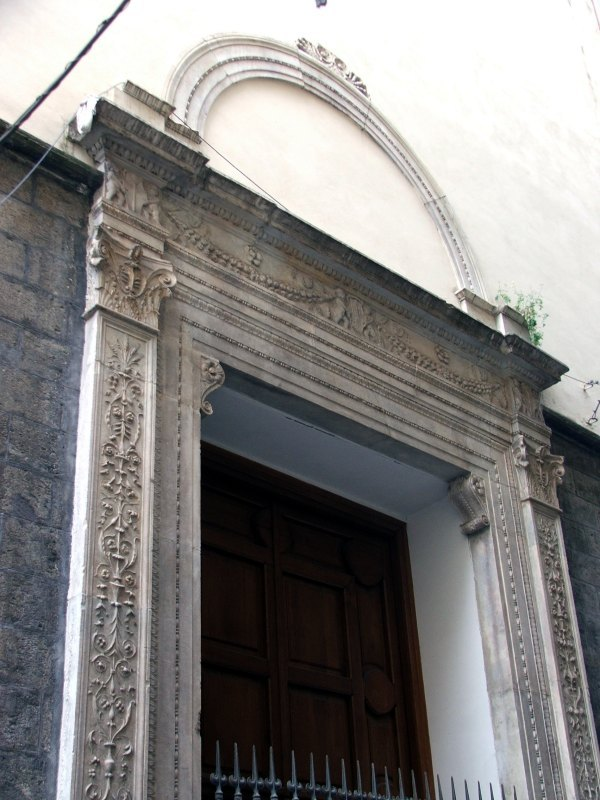
Portail
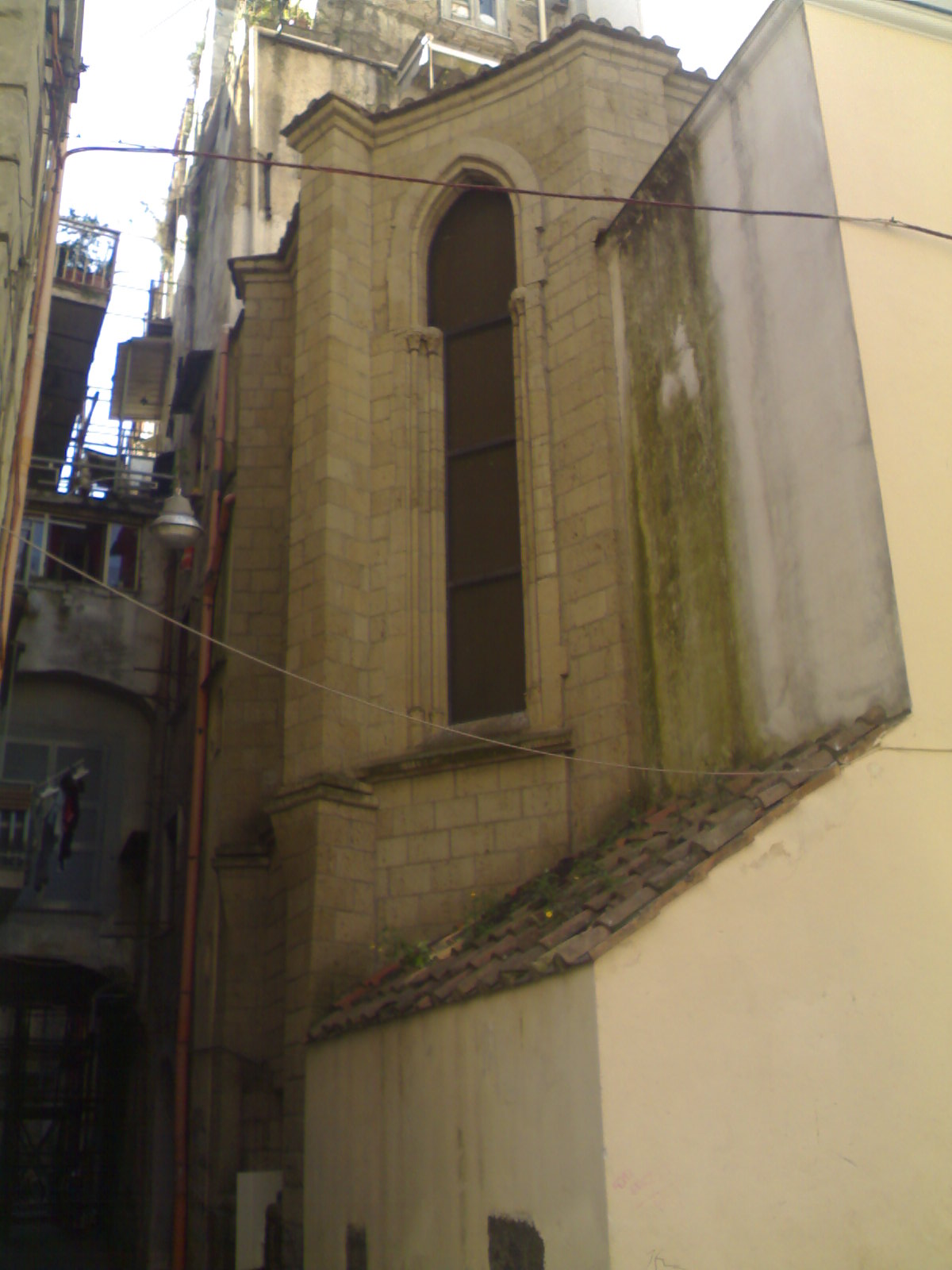
Détail de l'extérieur

## Source de la traduction
- (it) Cet article est partiellement ou en totalité issu de l’article de Wikipédia en italien intitulé « Chiesa di Sant'Agrippinoa Forcella » (voir la liste des auteurs).